# Carl Roth (Politiker)
Carl Roth (* 25. Januar 1884 in Steinbach; † 9. März 1967 in Wertheim) war ein deutscher Politiker (SPD).

## Leben
Roth wurde 1945 von der amerikanischen Militärregierung als Bürgermeister der Stadt Wertheim und als Landrat des Landkreises Tauberbischofsheim eingesetzt. Von 1946 bis 1961 war er erneut Bürgermeister in Wertheim. Dem baden-württembergischen Landtag gehörte er vom 12. Dezember 1955, als er für den ausgeschiedenen Abgeordneten Albert Pflüger nachrückte, bis 1956 an.

## Ehrungen
Auszeichnungen
- Eisernes Kreuz 2. Klasse[1]
- Eisernes Kreuz 1. Klasse[1]
- badische Tapferkeitsmedaille[1]
- 1953: Verdienstkreuz am Bande der Bundesrepublik Deutschland 2. Klasse[1]
- 1954: Freiherr-vom-Stein-Plakette des Landkreises Tauberbischofsheim[1]
- 1961: Bundesverdienstkreuz 1. Klasse[1]
- 1961: Ehrenbürger der Stadt Wertheim[1]

### Roth als Namensgeber
- Carl-Roth-Straße in Wertheim